# Puchar Miast Targowych
Puchar Miast Targowych (ang. Inter-Cities Fairs Cup) – europejskie klubowe rozgrywki piłkarskie, organizowane w latach 1955–1971. Utworzone zostały w celu promocji targów międzynarodowych – w turnieju startowały początkowo drużyny reprezentujące miasta targowe. Z czasem dołączyły do nich również zespoły zajmujące wysokie pozycje w ligach krajowych, nieuprawnione do startu w Pucharze Europejskich Klubów Mistrzowskich (poprzednik Pucharu Europy). W 1971 roku w jego miejsce utworzono Puchar UEFA. Europejska Federacja Piłkarska nie uznaje jednak Pucharu Miast Targowych za jej oficjalny turniej, a tym samym Pucharu UEFA za jego bezpośrednią kontynuację.

## Historia rozgrywek
Propozycja ustanowienia pucharowego turnieju międzynarodowego wyłącznie dla drużyn wywodzących się z krajów, których federacje piłkarskie należały do UEFA, przedstawiona została w 1954 roku. Pomysłodawca, Szwajcar Ernst Thommen, dyskutował o utworzeniu rozgrywek piłkarskich, dających szansę regularnej rywalizacji międzynarodowej klubom i miastom, podczas finałów mistrzostw świata w 1954 z kilkoma czołowymi działaczami i trenerami europejskimi (Węgier Gusztáv Sebes, Rosjanin Walentin Granatkin, Heinz Schoebel z NRD). W listopadzie 1954 idea została publicznie ogłoszona i niebawem zyskała kolejnych prominentnych zwolenników (przyszły prezydent FIFA Stanley Rous i wiceprezydent FIFA Ottorino Barassi). 2 marca 1955 na kongresie UEFA w Wiedniu ustalono regulamin nowych rozgrywek pod nazwą Puchar Miast Targowych, 18 kwietnia rozlosowano przeciwników, a 4 czerwca tego samego roku zainaugurowano rozgrywki. Startować miały w nich czołowe kluby piłkarskie lub reprezentacje wielkich miast organizujących imprezy targowe.
W pierwszej edycji, rozegranej w latach 1955–1958, zgłoszone zostały drużyny reprezentujące 12 miast (z których jedna – wiedeńska – wycofała się). Podzielono je na 4 grupy, w których każda z drużyn rozegrała z pozostałymi po 2 mecze. Zwycięzcy grup awansowali do rundy pucharowej – półfinału i finału, rozgrywanych w dwumeczach. Pierwszymi zdobywcami pucharu okazali się piłkarze FC Barcelona, pokonując w decydującym starciu reprezentację Londynu. Kolejną edycję turnieju (1958–1960) rozpoczęło 16 drużyn. Zrezygnowano w niej ostatecznie z przeprowadzania fazy grupowej – cały turniej rozgrywano systemem play-off (mecz – rewanż).
Od sezonu 1960/1961 rozgrywki przebiegały systemem jesień – wiosna. Obrońcy tytułu – FC Barcelona – wystąpili wówczas zarówno w Pucharze Miast Targowych, jak i Pucharze Europy – oba turnieje stanowiły dla siebie początkowo konkurencję. Z czasem Puchar Europy zyskał status najważniejszych zawodów klubowych w Europie (m.in. dlatego, że startowali w nim zawsze mistrzowie lig krajowych). Liczba drużyn przystępujących do rozgrywek zmieniała się, osiągając ostatecznie rekordową liczbę 64; liczba rund w poszczególnych sezonach doszła do 6. Z czasem w pucharze występowały również kluby nie pochodzące z miast targów międzynarodowych, a kwalifikacja do turnieju była uzależniona od pozycji w ligach krajowych. Jednym z fundamentów rozgrywek była zasada „jedno miasto, jedna drużyna”, zniesiona jedynie na czas sezonu 1961/1962. Dwukrotnie rozegrany jeden mecz finałowy (1964, 1965).
Rozgrywki o Puchar Miast Targowych zostały zdominowane przez drużyny reprezentujące Hiszpanię (6 zwycięstw, 9 drugich miejsc) i Anglię (4 zwycięstwa, 8 drugich miejsc). Ponadto po jednym triumfie odniosły zespoły z Węgier, Jugosławii i Włoch.
Ostatni sezon turnieju – 1970/1971 – zakończył się zwycięstwem Leeds United nad Juventusem. Następnie Leeds 22 września 1971 spotkał się z FC Barcelona (trzykrotnym triumfatorem) w meczu na Camp Nou. Stawką tego spotkania było zdobycie Pucharu Miast Targowych na własność. Trofeum trafiło ostatecznie do drużyny hiszpańskiej (wynik 2:1).
Puchar Miast Targowych został zastąpiony w sezonie 1971/1972 Pucharem UEFA.

## Mecze finałowe
| Sezon     | Gospodarze                                                                                        | Wynik                 | Goście           | Stadion                            |
| --------- | ------------------------------------------------------------------------------------------------- | --------------------- | ---------------- | ---------------------------------- |
| 1955/1958 | Londyn XI                                                                                         | 2:2 (1:2)             | FC Barcelona     | Stamford Bridge Londyn             |
| 1955/1958 | FC Barcelona                                                                                      | 6:0 (3:0)             | Londyn XI        | Camp Nou Barcelona                 |
| 1955/1958 | dwumecz – 8:2 dla FC Barcelona                                                                    |                       |                  |                                    |
| 1958/1960 | Birmingham City                                                                                   | 0:0                   | FC Barcelona     | St Andrew's Stadium Birmingham     |
| 1958/1960 | FC Barcelona                                                                                      | 4:1 (2:0)             | Birmingham City  | Camp Nou Barcelona                 |
| 1958/1960 | dwumecz – 4:1 dla FC Barcelona                                                                    |                       |                  |                                    |
| 1960/1961 | Birmingham City                                                                                   | 2:2 (0:1)             | AS Roma          | St Andrew's Stadium Birmingham     |
| 1960/1961 | AS Roma                                                                                           | 2:0 (0:0)             | Birmingham City  | Stadio Olimpico Rzym               |
| 1960/1961 | dwumecz – 4:2 dla AS Roma                                                                         |                       |                  |                                    |
| 1961/1962 | Valencia CF                                                                                       | 6:2 (3:2)             | FC Barcelona     | Estadio Luis Casanova Walencja     |
| 1961/1962 | FC Barcelona                                                                                      | 1:1 (0:0)             | Valencia CF      | Camp Nou Barcelona                 |
| 1961/1962 | dwumecz – 7:3 dla Valencia CF                                                                     |                       |                  |                                    |
| 1962/1963 | Dinamo Zagrzeb                                                                                    | 1:2 (1:0)             | Valencia CF      | Maksimir Zagrzeb                   |
| 1962/1963 | Valencia CF                                                                                       | 2:0 (0:0)             | Dinamo Zagrzeb   | Estadio Luis Casanova Walencja     |
| 1962/1963 | dwumecz – 4:1 dla Valencia CF                                                                     |                       |                  |                                    |
| 1963/1964 | Real Saragossa                                                                                    | 2:1 (1:1)             | Valencia CF      | Camp Nou Barcelona                 |
| 1964/1965 | Ferencvárosi TC                                                                                   | 1:0 (0:0)             | Juventus F.C.    | Stadio Comunale Turyn              |
| 1965/1966 | FC Barcelona                                                                                      | 0:1 (0:1)             | Real Saragossa   | Camp Nou Barcelona                 |
| 1965/1966 | Real Saragossa                                                                                    | 2:4 (1:1) po dogrywce | FC Barcelona     | La Romareda Saragossa              |
| 1965/1966 | dwumecz – 4:3 dla FC Barcelona                                                                    |                       |                  |                                    |
| 1966/1967 | Dinamo Zagrzeb                                                                                    | 2:0 (1:0)             | Leeds United     | Maksimir Zagrzeb                   |
| 1966/1967 | Leeds United                                                                                      | 0:0                   | Dinamo Zagrzeb   | Elland Road Leeds                  |
| 1966/1967 | dwumecz – 2:0 dla Dinama Zagrzeb                                                                  |                       |                  |                                    |
| 1967/1968 | Leeds United                                                                                      | 1:0 (1:0)             | Ferencvárosi TC  | Elland Road Leeds                  |
| 1967/1968 | Ferencvárosi TC                                                                                   | 0:0                   | Leeds United     | Stadion Ludowy Budapeszt           |
| 1967/1968 | dwumecz – 1:0 dla Leeds United                                                                    |                       |                  |                                    |
| 1968/1969 | Newcastle United                                                                                  | 3:0 (0:0)             | Újpest FC        | St James’ Park Newcastle upon Tyne |
| 1968/1969 | Újpest FC                                                                                         | 2:3 (2:0)             | Newcastle United | Megyeri út Budapeszt               |
| 1968/1969 | dwumecz – 6:2 dla Newcastle United                                                                |                       |                  |                                    |
| 1969/1970 | RSC Anderlecht                                                                                    | 3:1 (2:0)             | Arsenal F.C.     | Stade Émile Versé Bruksela         |
| 1969/1970 | Arsenal F.C.                                                                                      | 3:0 (1:0)             | RSC Anderlecht   | Highbury Londyn                    |
| 1969/1970 | dwumecz – 4:3 dla Arsenalu Londyn                                                                 |                       |                  |                                    |
| 1970/1971 | Juventus F.C.                                                                                     | 2:2 (1:0)             | Leeds United     | Stadio Comunale Turyn              |
| 1970/1971 | Leeds United                                                                                      | 1:1 (1:1)             | Juventus F.C.    | Elland Road Leeds                  |
| 1970/1971 | dwumecz – 3:3, zwycięstwo Leeds United ze względu na większą liczbę bramek zdobytych na wyjeździe |                       |                  |                                    |